# Vladimir Volodine
Vladimir Sergueïevitch Volodine (en russe : Владимир Сергеевич Володин), né le 8 juillet 1896 à Moscou dans l'Empire russe et mort le 27 mars 1958 à Moscou (Russie), est un acteur et russe.

## Filmographie partielle
- 1936 : Le Cirque (Цирк) de Grigori Alexandrov
- 1938 : Volga Volga (Волга, Волга) de Grigori Alexandrov
- 1940 : La Voie lumineuse (Светлый путь) de Grigori Alexandrov
- 1949 : Les Cosaques de Kouban (Кубанские казаки) de Ivan Pyriev
- 1956 : Un cadeau précieux (Драгоценный подарок) de Alexandre Rou
- 1958 : Les Nouvelles Aventures du chat botté (Новые похождения кота в сапогах) de Alexandre Rou